# Białoczuby
Białoczuby (Eurocephalidae) – monotypowa rodzina ptaków z podrzędu śpiewających (Oscines) w obrębie rzędu wróblowych (Passeriformes), wyodrębniona w 2023 roku z rodziny dzierzb (Lanidae).

## Zasięg występowania
Rodzina obejmuje gatunki występujące we wschodniej i południowej Afryce.

## Morfologia
Długość ciała 19–24 cm, masa ciała 42–70 g.

## Systematyka

### Etymologia
- Eurocephalus (Eurycephalus): gr. ευρυς eurus „szeroki”; -κεφαλος -kephalos „-głowy”, od κεφαλη kephalē „głowa”[9].
- Chaetoblemma (Chatoblemma): gr. χαιτη khaitē „włosy”; βλημα blēma „kocyk”[10]. Typ nomenklatoryczny: Lanius leucocephala Swainson, 1837 (= Eurocephalus anguitimens A. Smith, 1836).

### Podział systematyczny
Do rodziny należy jeden rodzaj Eurocephalus z następującymi gatunkami:
- Eurocephalus ruppelli Bonaparte, 1853 – białoczub białorzytny
- Eurocephalus anguitimens  A. Smith, 1836 – białoczub maskowy